# دین‌تپه
دین تپه مربوط به عصر آهن است و در شهرستان گلوگاه، بخش کلباد، دهستان کلباد غربی، شمال غرب روستای لمراسک واقع شده و این اثر در تاریخ ۲۶ اسفند ۱۳۸۶ با شمارهٔ ثبت ۲۲۰۲۱ به‌عنوان یکی از آثار ملی ایران به ثبت رسیده است.